# Compagnie des Mousquetaires du Roi
Les Mousquetaires de la Garde du Roi (ou plus simplement Mousquetaires du Roi) étaient les membres d'une puis de deux compagnies de la maison militaire du roi de France. Créés en 1622 par Louis XIII au cours des rébellions huguenotes, ils se distinguèrent principalement pendant les guerres de Louis XIV, qui en porta les effectifs à environ 300 hommes par compagnie. Dissous en 1775, au début au règne de Louis XVI, les Mousquetaires furent reformés de façon éphémère à l'avènement de Louis XVIII.
Combattant à cheval et à pied, les compagnies de Mousquetaires accueillaient en leur sein de nombreux jeunes nobles qui y faisaient leur apprentissage des armes. Elles constituaient ainsi une pépinière pour les futurs officiers de cavalerie et d'infanterie de l'armée française.
Les Mousquetaires avaient pour double fonction - au même titre que d'autres unités de la Maison militaire - de servir de troupes d'élite lors des guerres et de garde effective du souverain, principalement lors de ses déplacements.
Les Mousquetaires du Roi ont notamment été popularisés au XIXe siècle par le roman d'Alexandre Dumas, Les Trois Mousquetaires.

## Histoire

### La première compagnie de mousquetaires (1622-1646)

#### Création et recrutement des premiers mousquetaires
Les Mousquetaires du Roi furent créés en 1622. Il s’agissait de soldats de la compagnie des chevau-légers de la Garde qui s’appelaient les carabins. Créés par Henri IV pour assurer sa protection, ils étaient dotés de carabines. Lorsque Louis XIII décide de détacher les carabins de la compagnie des chevau-légers pour créer une nouvelle compagnie, il les dote de mousquets : la compagnie prend alors le nom de Mousquetaires,.
Louis XIII veut en faire un corps d’élite, composé de gentilshommes et de personnes au mérite reconnu. On y entre très jeune — entre 16 et 17 ans —, il est préférable d’avoir une recommandation et d’être Gascon. Gascons et Béarnais y sont en effet majoritaires car Henri IV apprécie ses sujets de Navarre. Cette tradition perdure pendant tout le XVIIe siècle.
La première bataille menée par les mousquetaires est celle du siège de Saint-Martin-de-Ré en 1627.

#### Dissolution de la compagnie par Mazarin
À la mort de Richelieu, en 1643, Mazarin lui succède comme principal ministre d'État. L'influence à la cour de Tréville, capitaine-lieutenant des Mousquetaires du roi, et son implication dans la conspiration de Cinq-Mars en font une menace pour le nouveau ministre. Mazarin propose donc à Tréville le gouvernement de Foix en échange de la démission de sa charge de capitaine-lieutenant, désirant ainsi l'éloigner de la cour et donner sa charge à l'un de ses neveux.
Devant le refus de Tréville, Mazarin fait casser la compagnie en 1646, en invoquant des prétextes économiques.

### La renaissance sous Louis XIV (1657-1715)
En 1657, Louis XIV décide de rétablir la compagnie des Mousquetaires du roi, pour qu'elle l'accompagne à la chasse et à la promenade. C'est un neveu de Mazarin (qui encourage d'ailleurs cette décision) que le roi nomme capitaine-lieutenant : Philippe Mancini.
Sitôt sur pied, la compagnie est envoyée combattre sous les ordres du maréchal de Turenne avec l'armée royale, en cette fin de guerre franco-espagnole. Les Mousquetaires du roi se distinguent notamment à la bataille des Dunes, en 1658.
En 1660, peu avant sa mort, Mazarin cède au roi sa compagnie de mousquetaires à cheval, qui devient dès lors la deuxième compagnie des Mousquetaires du roi.
Louis XIV en devient capitaine en 1665 (comme il l'était déjà de la première), lorsque le précédent capitaine cède ses charges à Édouard-François Colbert. La présence du frère du ministre à la tête de la deuxième compagnie participe à sa popularité, au sein de laquelle de nombreuses familles souhaitent placer leurs enfants.
C'est également en 1665 que le roi ordonne aux Mousquetaires de la première compagnie de ne monter que des chevaux gris, et à la seconde des chevaux noirs, à l'origine des surnoms des deux compagnie.

### Le déclin (1745-1816)

#### Dissolution de la compagnie
Dans le but de réduire le train de vie de la Couronne, Louis XVI réduit les effectifs de sa Maison militaire dès le début de son règne. Ainsi, dans une ordonnance du 15 décembre 1775, le roi annonce la suppression des deux compagnies des Mousquetaires de la Garde à compter du 1er janvier 1776, et accorde à leurs membres une indemnité en attendant qu'ils trouvent des places dans des régiments d'infanterie, de cavalerie ou de dragons.

#### La Restauration 1814 - 1816

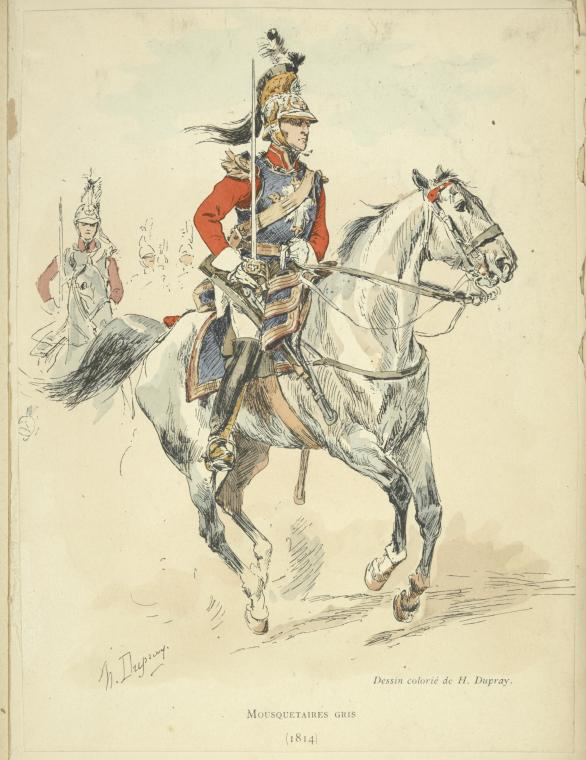
Mousquetaire gris en 1814

Au retour de la monarchie en France en 1814 à la suite de la première abdication de Napoléon Ier, le nouveau roi, Louis XVIII désire recréer, tout en utilisant les restes de la garde impériale, la maison militaire du roi, c'est ainsi que les Cent-Suisses, que les Garde du corps du roi sont reformés. Certain régiment sont directement issue d'unité existante sous le premier empire comme le corps royal des Chasseurs de France venant des Chasseurs à cheval de la Garde impériale. Ainsi sont reformés le régiment des mousquetaires et ses deux compagnies, les uniformes pour l'ensemble des régiments sont mis au goût du jour, le tricorne laisse la place à un casque « à la romaine », avec une queue de cheval à l'instar des dragons pour les mousquetaires gris et à chenille pour les mousquetaires noirs, un peu comme les carabiniers à cheval. En 1815 avec le retour de Napoléon sur le continent et l'épopée des Cent-Jours, les mousquetaires escortent Louis XVIII, sa famille, son entourage et son état-major jusqu'à Gand où devant des officiers anglais ils firent des représentations fastueuses mais assez ridicules au vu de leur nombre. Par la suite ils vont retourner en France après la bataille de Waterloo. En 1816 ils sont supprimés faute d'argent, mais aussi pour laisser la place à des unités plus récentes et utiles militairement, comme les dragons ou les Chevau-légers. Les flammes de trompettes des deux compagnies furent conservées jusqu'au XXIe siècle par les familles des officiers supérieurs des mousquetaires. Le Musée de l'Armée annonça début juin 2024 l'acquisition de l'ensemble des flammes, du drapeau et de l'étandard des mousquetaires noirs à l'issue d'une vente. Ils avaient comme le présente Bertrand Malvaux dans une de ses vidéos sur les flammes de trompettes, acheté quelque années auparavant une flamme des mousquetaires gris, les trois autres étant chez des collectionneurs privés dont Bertrand Malvaux. On peut retrouver des uniformes du régiment à cette époque au Musée de l'Armée à Paris et au Château de l'Empéri dans les collections du Musée de l'Armée issue de la collection Raoul et Jean Brunon.

## Une unité de la maison militaire du roi

### Rang au sein de la Maison militaire du roi
Lors de l'institution de la première compagnie en 1622, les Mousquetaires sont subordonnés aux Chevau-légers de la Garde. Lorsqu'ils en sont détachés en 1629, ils prennent un rang inférieur à celui des Chevau-légers de la Garde, rang qu'ils conservent après le rétablissement de la compagnie en 1657. Les mousquetaires ont donc un rang inférieur aux Gardes du corps, aux Gendarmes et aux Chevau-légers.
La première compagnie des Mousquetaires a la préséance sur la seconde.

### Service auprès du roi
Sous le règne de Louis XIV, les rôles des différentes compagnies de la Maison militaire du roi sont précisés. Lorsque le roi se rend à la messe, deux mousquetaires, un de chaque compagnie, se placent à l'entrée de la chapelle, dans l'attente d'un éventuel ordre du souverain. Dans la pratique cet ordre se limite au souhait du roi d'être escorté ou non par un détachement des mousquetaires lorsqu'il sort.
Lorsque le roi est en déplacement, les Mousquetaires ouvrent la marche de l'escorte royale, et préviennent les incidents pouvant entraver ou ralentir la progression. Les mousquetaires de la deuxième compagnie, montés sur des chevaux noirs, précèdent alors ceux de la première compagnie, de rang supérieur, montés sur des chevaux gris. Les deux officiers à leurs têtes chevauchent quant à eux au niveau des roues avant du carrosse du roi.

## Composition
Deux compagnies composaient le corps des mousquetaires.
Elles disposaient chacune d'un fourrier, d'un aumônier, d'un apothicaire, d'un sellier, d'un maréchal-ferrant, de six tambours et de quatre hautbois.

### Encadrement
Il existait différents grades dans le corps des mousquetaires :
- un capitaine, fonction occupée par le Roi lui-même ;
- un capitaine-lieutenant (dit le Capitaine), qui commande une des deux compagnies et peut proposer volontairement sa compagnie pour une campagne ou assigner des missions personnelles à certains de ses hommes, etc. ;
- un sous-lieutenant, assistant direct du capitaine-lieutenant de la compagnie ;
- une enseigne, officier porte-drapeau ;
- une cornette, officier porte-étendard de la compagnie ;
- deux maréchaux des logis, échelon supérieur des hommes de rang ;
- des brigadiers, grade intermédiaire dans les hommes de rang ;
- des mousquetaires, hommes de rang.

### Effectifs
À la suite des ordonnances royales, dans les paragraphes suivants, les effectifs des compagnies ne comprennent pas les officiers. Lorsque Louis XIV rétablit la compagnie des Mousquetaires, elle n'était composée que de 150 membres.
Leur nombre est porté à 300 dans chacune des deux compagnies dès 1663, avant d'être réduit à 250 par compagnie en 1668, après la conquête de la Franche-Comté. Cet effectif est resté stable pendant le reste du règne de Louis XIV.
Au cours de la minorité de Louis XV, les mousquetaires voient leurs effectifs être réduits à 198 par compagnie.
Par une augmentation de 50 membres par compagnie en 1734, le nombre de Mousquetaires est porté à 248 par compagnie, avant d'être de nouveau ramené à 198 en 1737. En 1747, le nombre de Mousquetaires par compagnie est porté à 200.
Les effectifs étaient de plus augmentés en temps de guerre par des surnuméraires.

### Recrutement
Les deux compagnies servent de pépinières d'officiers, destinés par la suite à intégrer des régiments de cavalerie et d'infanterie. À ce titre, elles sont en grande constituées de jeunes nobles apprenant le métier des armes.

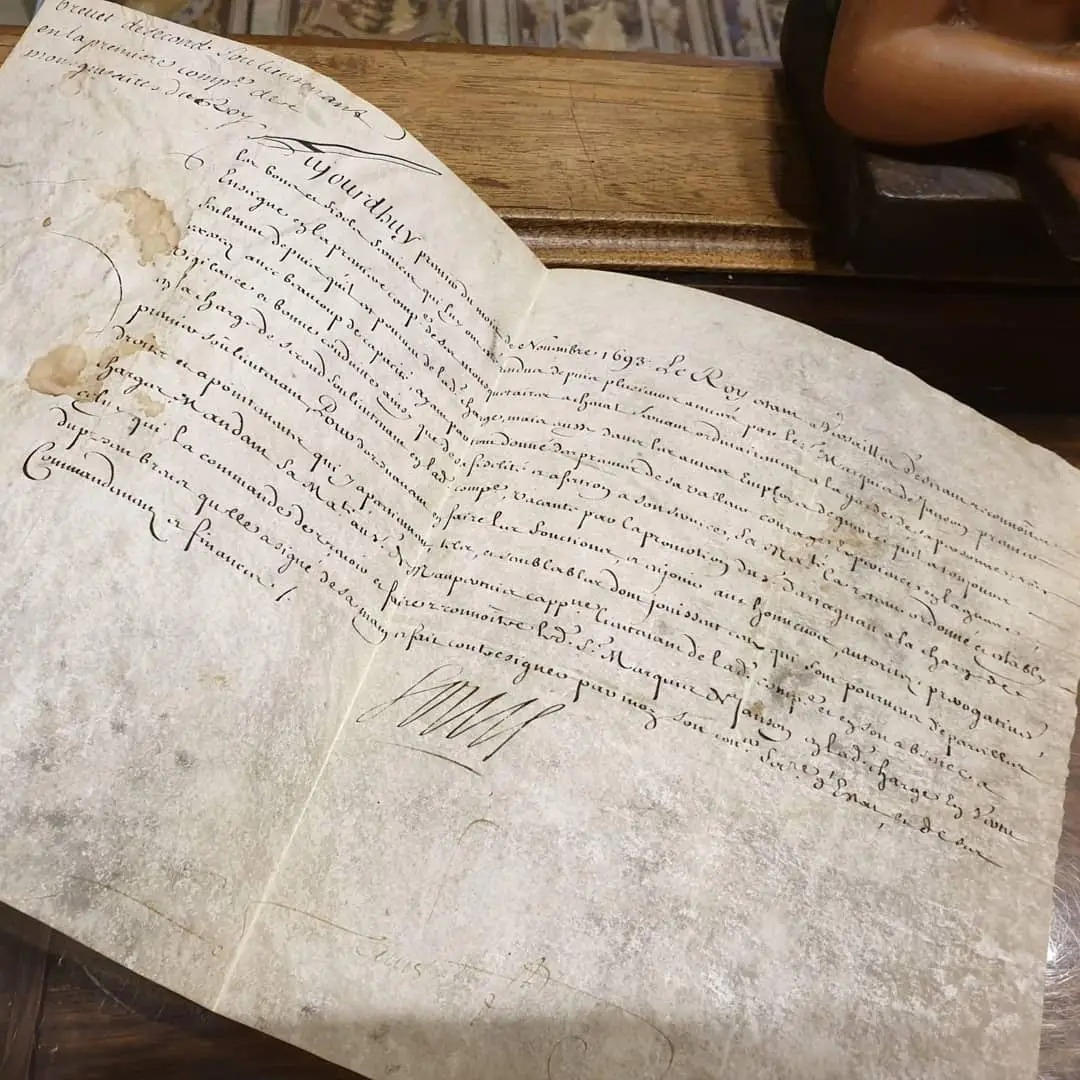
Brevet pour la promotion de Joseph de Forbin, marquis de Janson à la charge de second sous-lieutenant au sein de la compagnie des mousquetaires du Roy, 1er novembre 1693 (crédit image : Priscille Lamure).
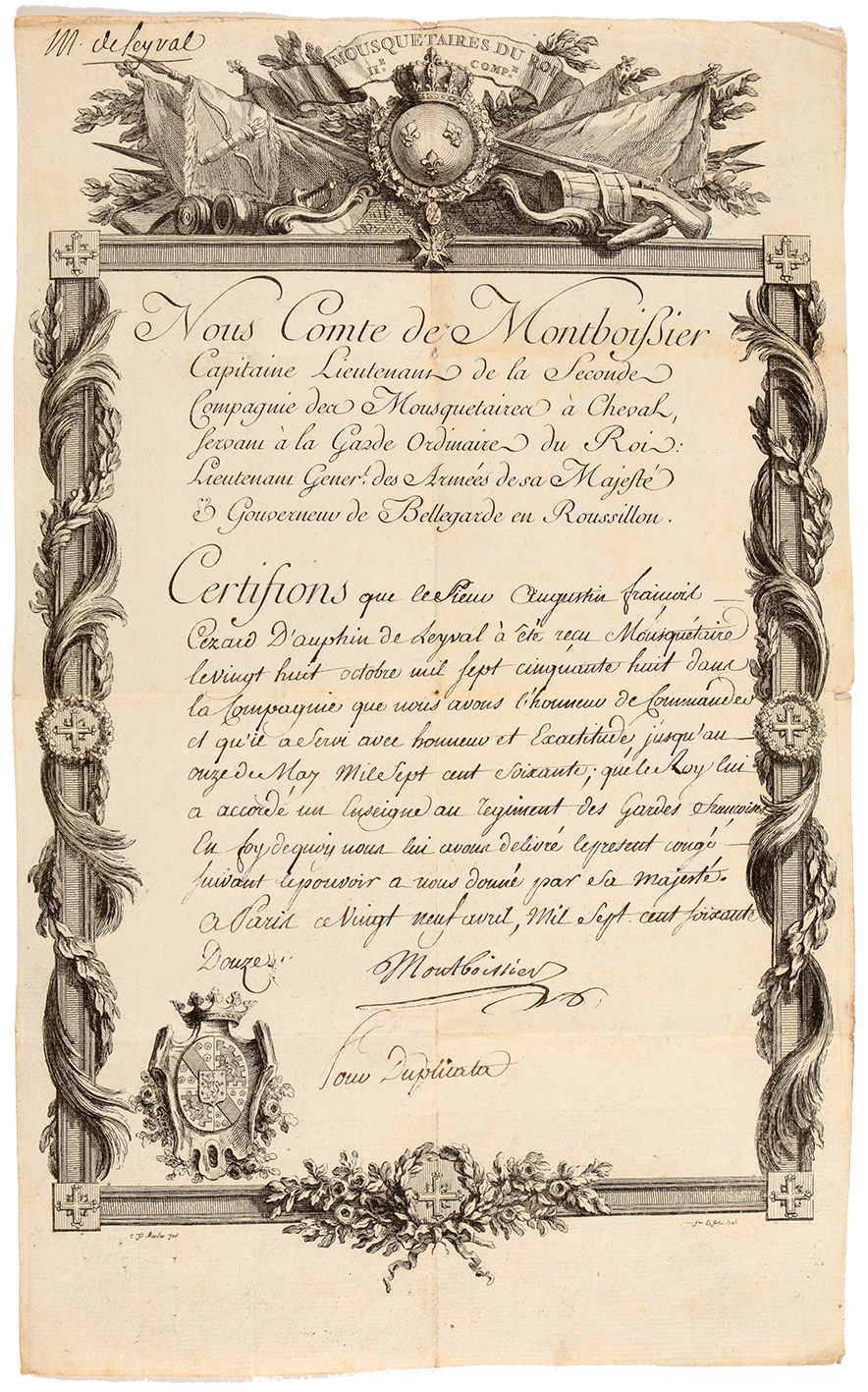
Certificat de congé délivré par le capitaine lieutenant de la seconde compagnie des mousquetaires à Augustin-François-César Dauphin de Leyval, 29 avril 1772 (crédit image : Archives départementales du Puy-de-Dôme).

## Insignes et équipement

### Armement
Comme leur nom l'indique, les Mousquetaires de la Garde sont équipés de mousquets à la création de leur corps. À la fin du XVIIe siècle, ils utilisent toutefois des fusils à l'armée, ne conservant les mousquets que pour les revues, avant de les abandonner complètement avant 1720. Les mousquetaires sont également équipés d'une épée et de pistolets. Si les mousquets sont fournis par le roi, ce n'est pas le cas des fusils qui les remplacent.

### Uniformes
Les Mousquetaires de la Garde, à leur création, n'ont qu'une casaque ornée de croix pour seul uniforme, et s'habillent selon les volontés du roi pour les revues, au début du règne de Louis XIV. C'est au cours des années 1670 que le roi ordonne aux Mousquetaires des deux compagnies d'adopter un uniforme presque identique : sur un habit écarlate, une casaque bleue, ornée de quatre croix fleurdelisées avec des flammes partant des angles; une derrière, une sur chaque côté, et une devant, fendue en deux.
En 1688, en raison de la gêne que leur causent leurs casaques, les Mousquetaires les troquent contre des soubrevestes (juste-au-corps sans manches), également bleues et ornées de croix.
Les seules différences entre les uniformes des deux compagnies, sont les galons, qui sont d'or pour la première compagnie, et d'argent pour la deuxième, et les croix des casaques (puis des soubrevestes), dont les flammes sont rouges au nombre de trois par angle pour la première compagnie, et couleur feuille morte, au nombre de cinq par angle pour la deuxième compagnie.
Casaques puis soubrevestes sont fournies par le monarque.
À partir de 1665, le roi impose la robe de leurs chevaux aux mousquetaires : ceux de la première compagnie doivent être montés sur des chevaux gris pommelés, et ceux de la deuxième compagnie sur des chevaux noirs. Les mousquetaires de la première compagnie sont pour cette raison surnommés Mousquetaires gris, et ceux de la deuxième compagnie Mousquetaires noirs.
Lors de l'éphémère reformation du corps sous la Restauration, l'uniforme des Mousquetaires est modernisé, le chapeau est remplacé par un casque, mais les couleurs et les symboles sont repris. La soubreveste, en raison de sa forme, est alors appelée cuirasse d'étoffe.

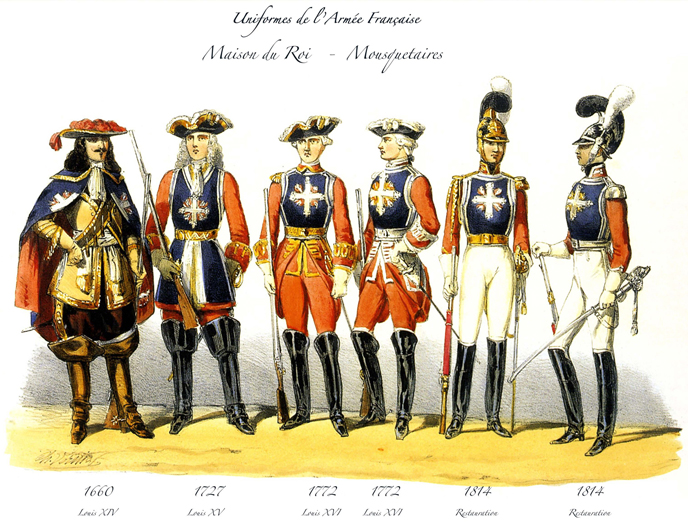
Évolution des uniformes des mousquetaires des deux compagnies
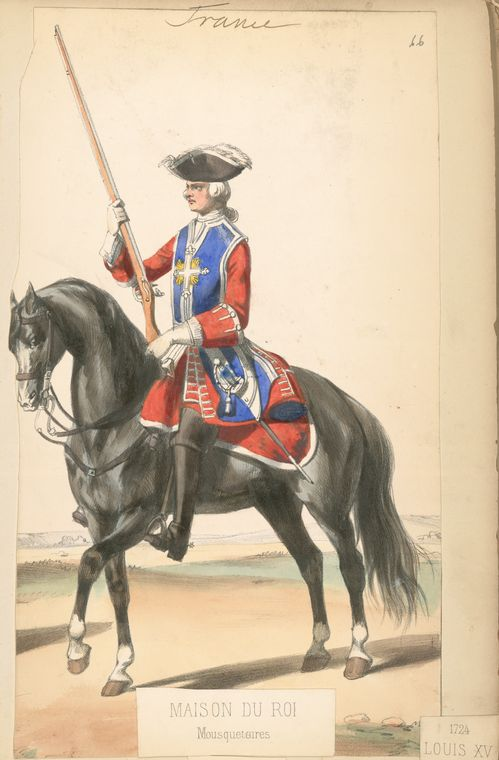
Mousquetaire noir en 1730
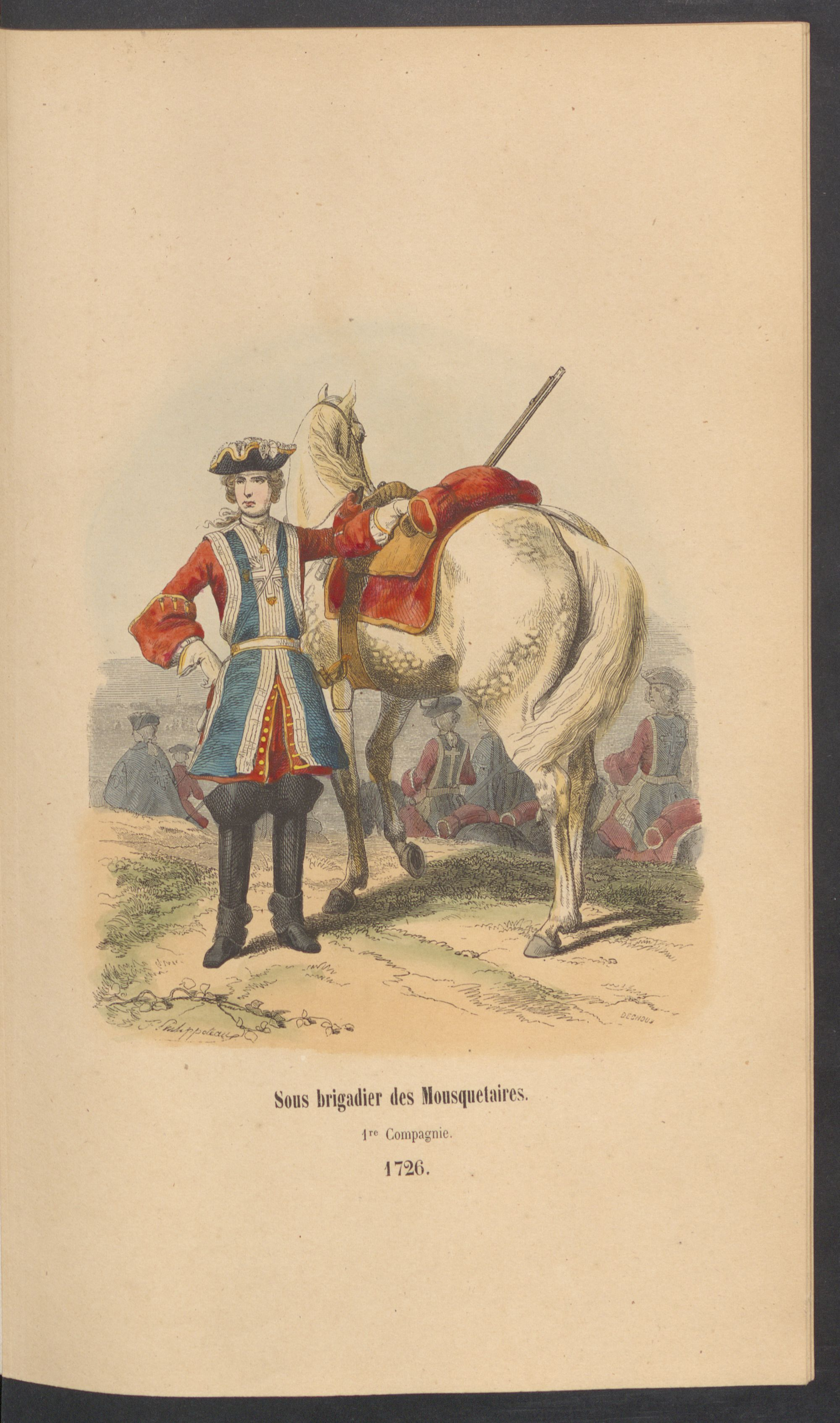
Mousquetaire gris
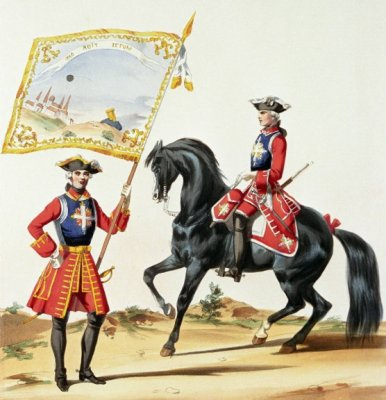
Mousquetaires noirs, à cheval et à pied avec étendard, règne de Louis XV
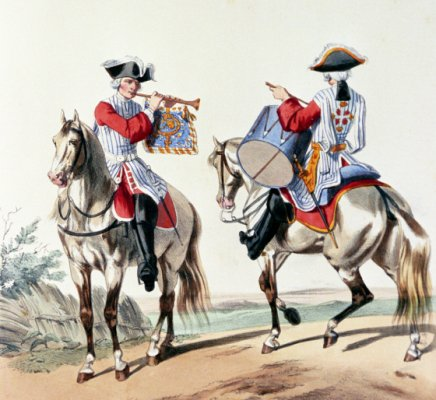
Musiciens des mousquetaires gris, règne de Louis XV
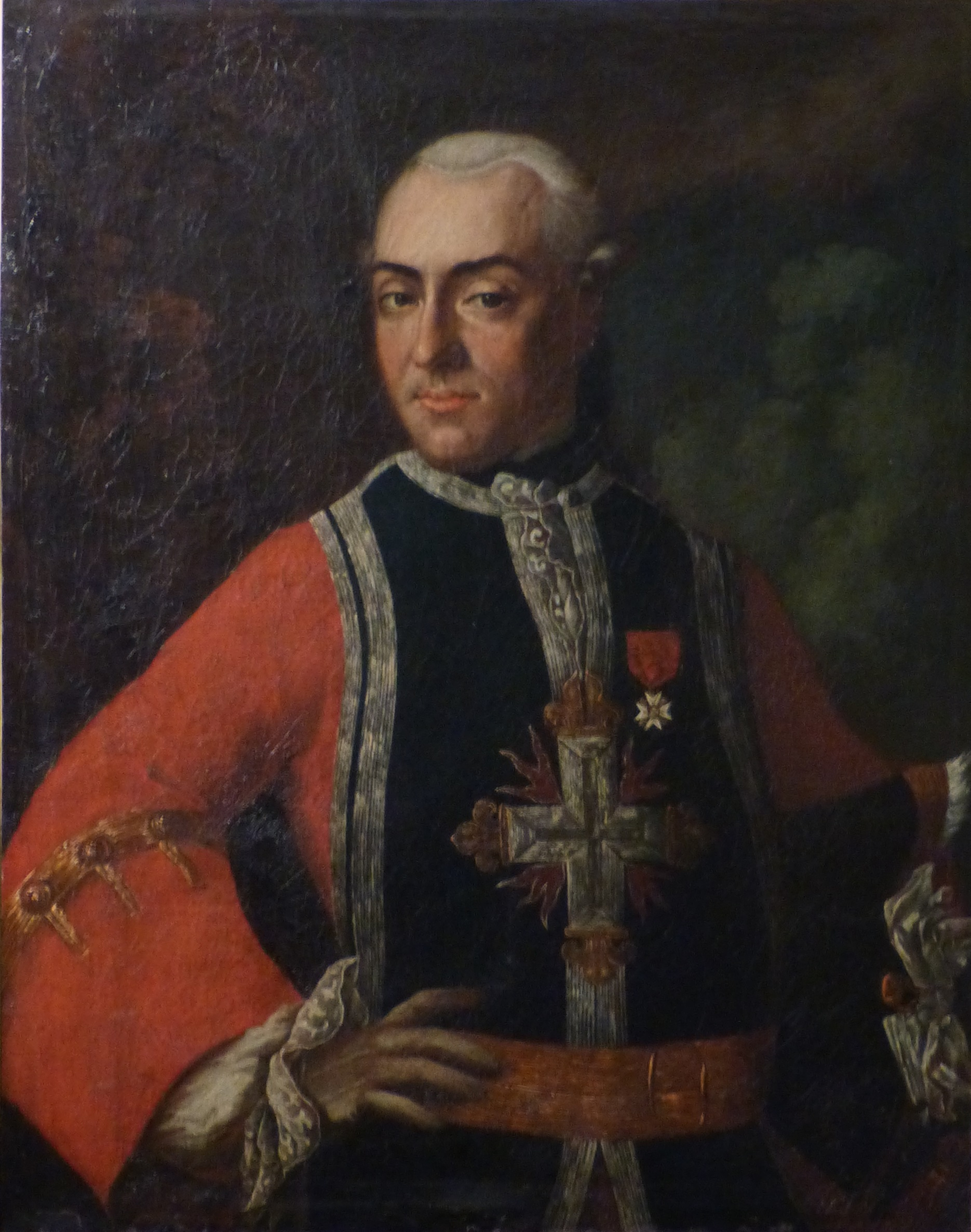
Mousquetaire de la première compagnie, vers 1745-1750
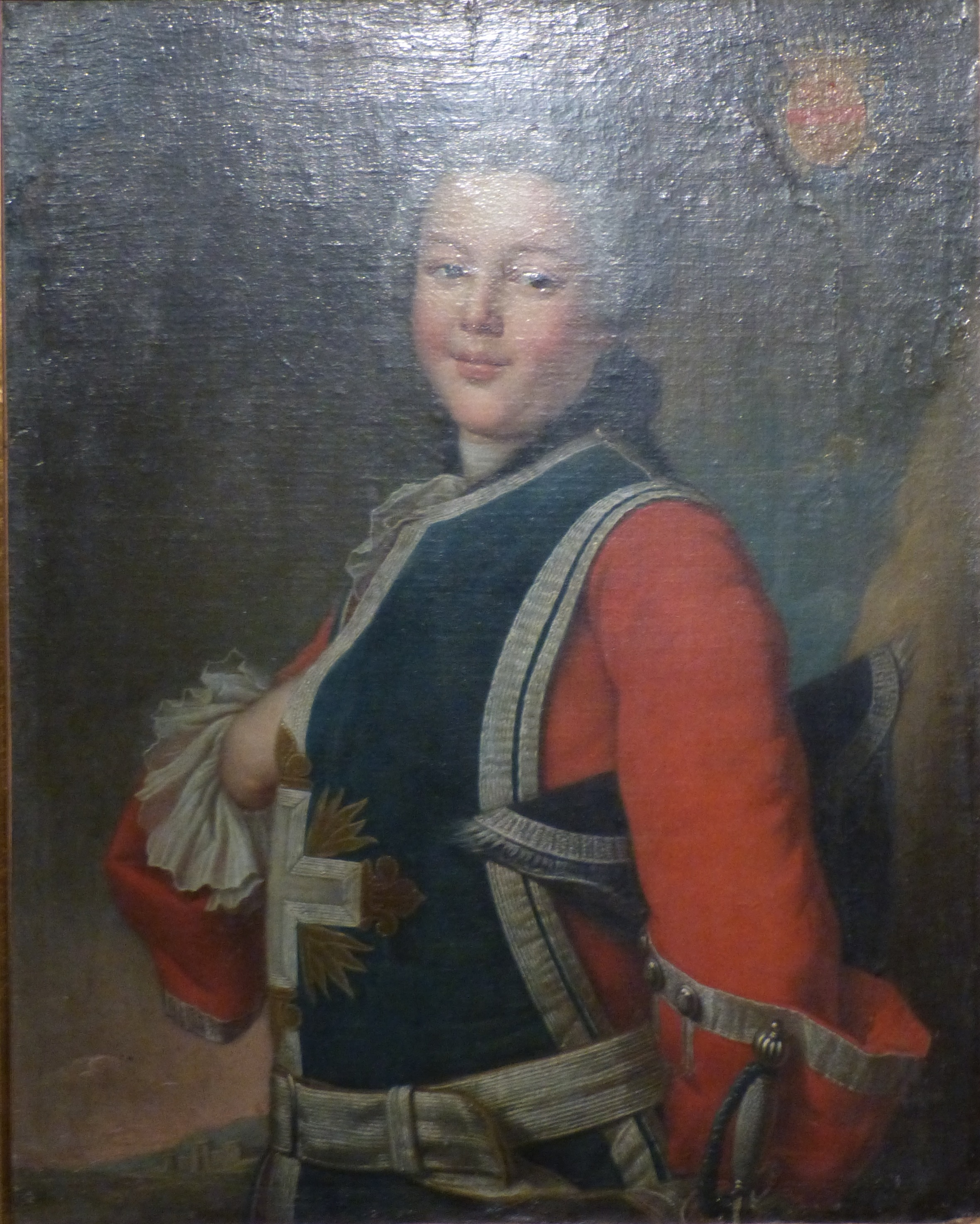
Mousquetaire de la deuxième compagnie, vers 1750
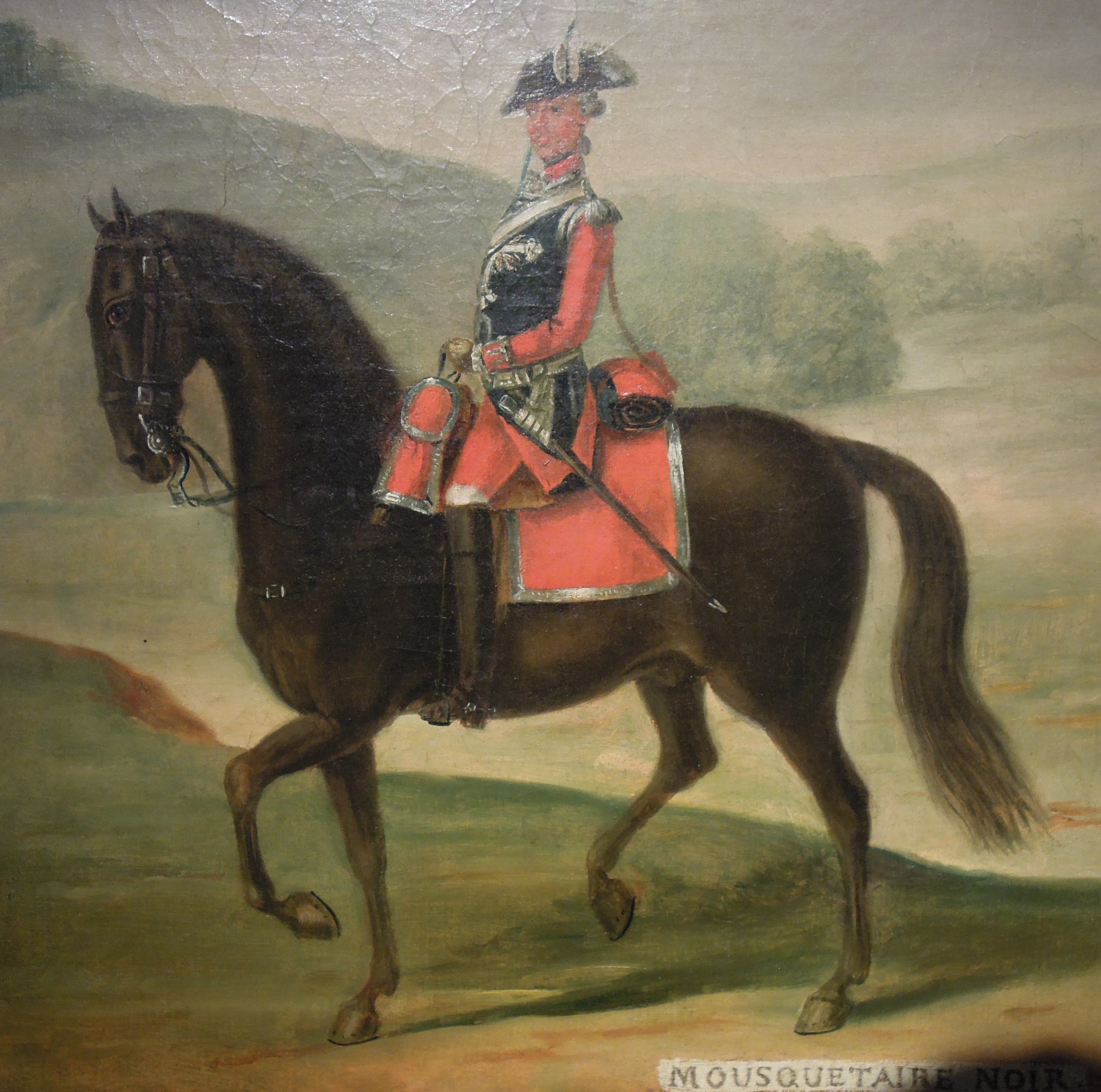
Mousquetaire noir, début du règne de Louis XVI
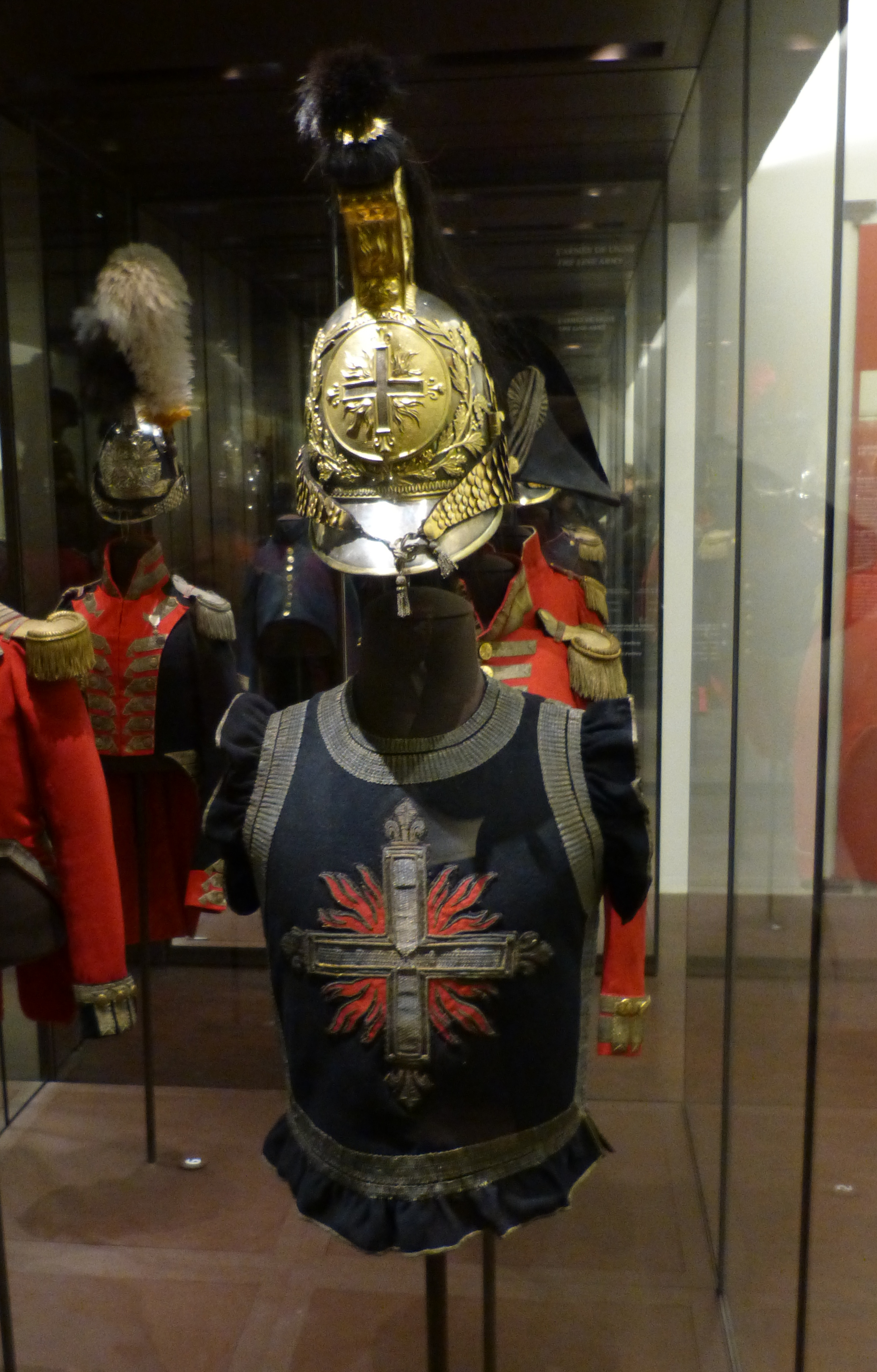
Uniforme de Mousquetaire de la première compagnie, vers 1814-1815 (Musée de l'Armée).
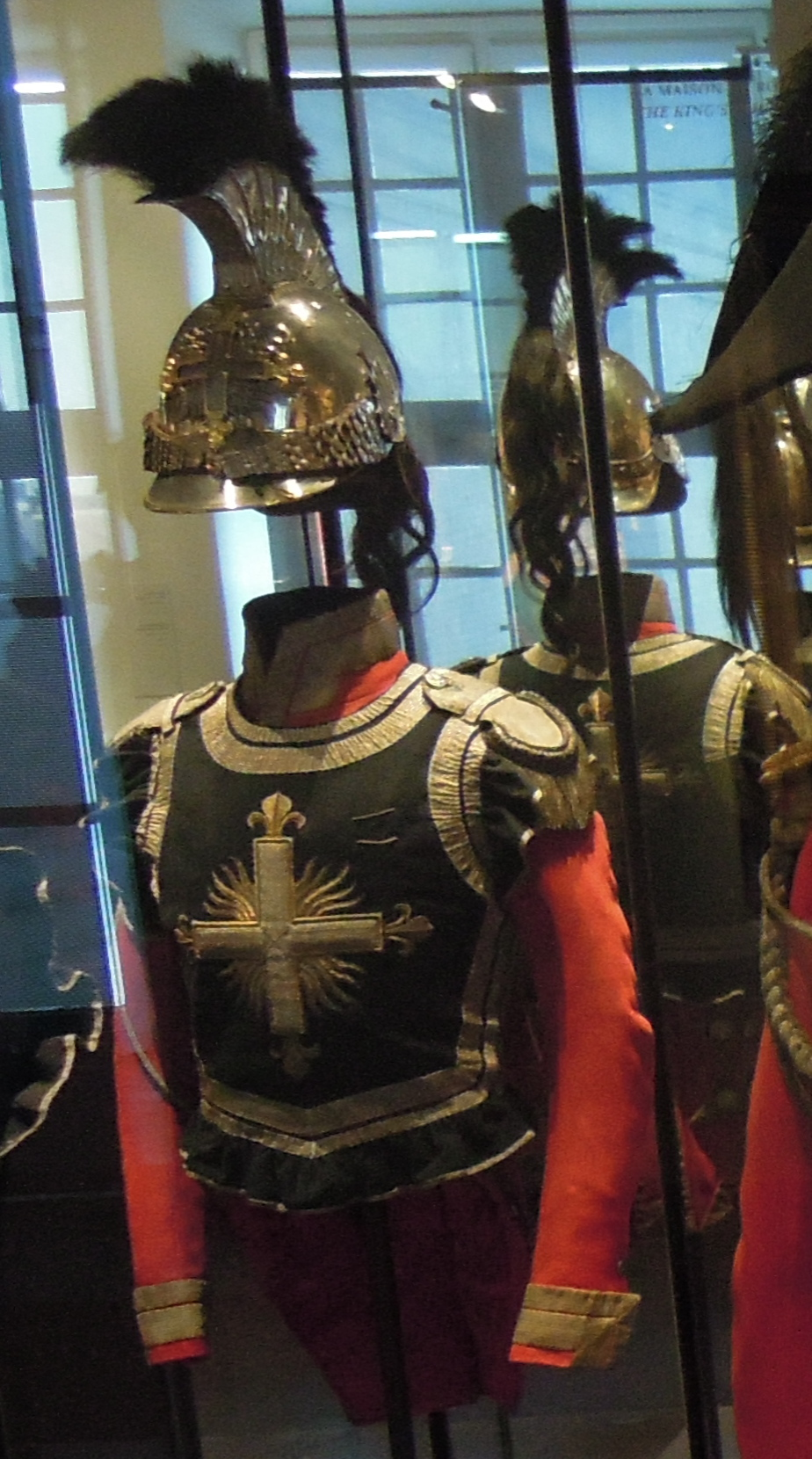
Uniforme de Mousquetaire de la deuxième compagnie, vers 1814-1815 (Musée de l'Armée).
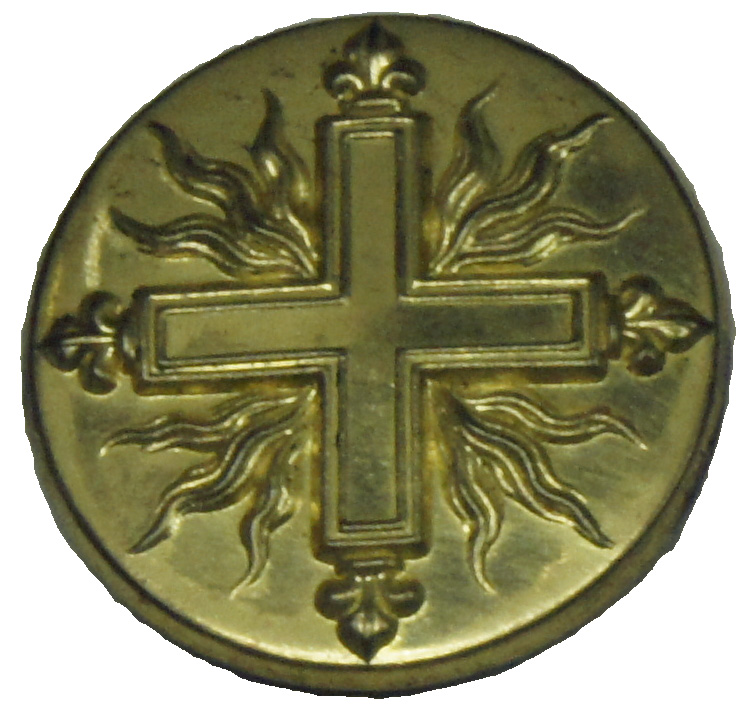
Détail d'un bouton d'uniforme des mousquetaires gris (Musée Saint-Remi de Reims).

### Étendards
Les étendards des deux compagnies sont de format carré, à fond blanc.
Celui de la première compagnie représente un mortier tirant une bombe sur une ville, le tout accompagné de la devise de la compagnie, «Quo ruit et lethum», signifiant «Où elle tombe, la mort aussi».
Celui de la deuxième compagnie représente un faisceau de douze flèches, la pointe vers le bas, le tout accompagné de la devise de la compagnie «Alterius Jovis altera tela», signifiant «Les autres traits d'un autre Jupiter».

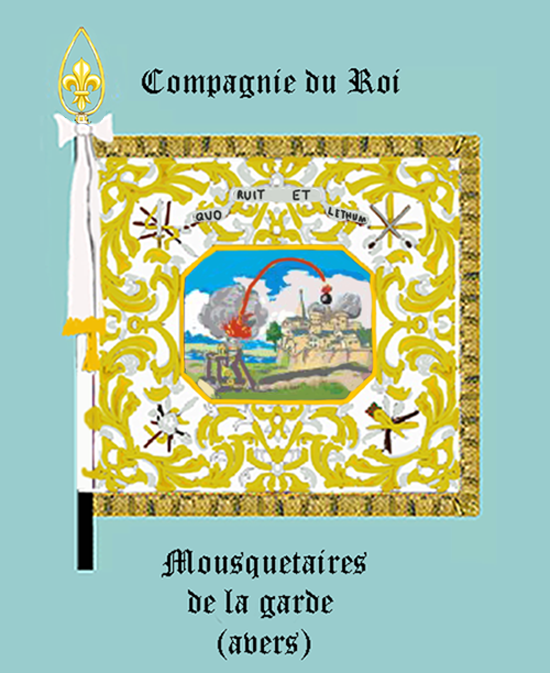
Étendard de la première compagnie
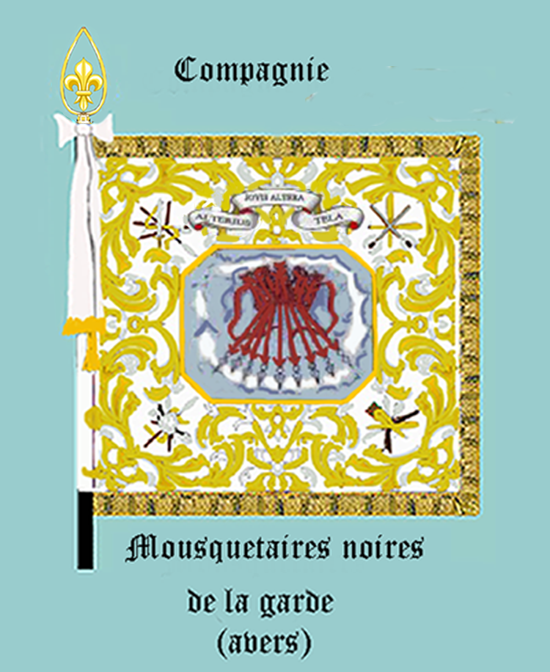
Étendard de la deuxième compagnie

## Garnisons
Les Mousquetaires prennent dès leur origine leurs quartiers à Paris, et sont alors logés chez l'habitant, avec leurs valets et leurs chevaux. Néanmoins, ce type de logement est particulièrement malcommode pour une troupe de cavalerie, car seule une minorité d'habitations peut accueillir des chevaux, si bien que les montures des Mousquetaires sont dispersées, ce qui nuit au service.
Ainsi, dès 1659, le roi décide d'installer la première compagnie dans un pâté de maisons délimité par les rues du Bac, de Verneuil, de Beaune et de Bourbon, qui enserre dans sa cour une ancienne halle, la Halle Barbier. Des écuries sont aménagées dans l'ancienne halle, et au rez-de-chaussée des bâtiments l'entourant, tandis que les étages supérieurs accueillent les chambres des Mousquetaires ; les travaux s'achèvent en 1674.
Les chevaux de la deuxième compagnie, sont regroupés dans les années 1660 dans une grange de Reuilly, mais il faut attendre 1699 pour qu'un hôtel soit construit rue de Charenton, dans le faubourg Saint-Antoine, pour que les Mousquetaires noirs soient enfin dotés d'une garnison. Les travaux s'achèvent en 1701. Les bâtiments s'organisent autour de deux cours, l'une bordée par les logis des Mousquetaires, l'autre par les écuries qui peuvent accueillir 300 chevaux. Construit ex nihilo, l'hôtel des Mousquetaires noirs s'avère bien plus pratique et spacieux que celui des Mousquetaires gris.
Conscient de l'exiguïté de ce dernier, Louis XIV engage des démarches dès 1707 pour faire construire un nouvel hôtel aux Mousquetaires gris, rive gauche, en aval du palais des Tuileries. Néanmoins, les terrains acquis étant trop étroits, la construction est ajournée. Des démarches reprennent sous la Régence, par l'acquisition de nouveaux terrains, à l'extrémité ouest du faubourg Saint-Germain, et la mise en vente de l'ancien hôtel. Toutefois, les Mousquetaires gris ayant présenté au roi qu'ils préféraient rester dans leur ancien hôtel rénové, tout près du palais des Tuileries qui sert alors de résidence au jeune Louis XV, et devant les économies représentées, le projet de construction d'un nouvel hôtel est abandonné au profit d'une rénovation de l'ancienne hôtel rue du Bac par Robert de Cotte, le premier architecte du roi.
Après la suppression des Mousquetaires en 1775, les deux casernes sont mises en vente par la Couronne en 1777. L'hôtel de la première compagnie est vendu l'année suivante, et transformé en marché, le marché de Boulainvillers. L'hôtel de la deuxième compagnie est quant à lui réaménagé et accueille à partir de 1779 l'Hôpital des Quinze-Vingts.

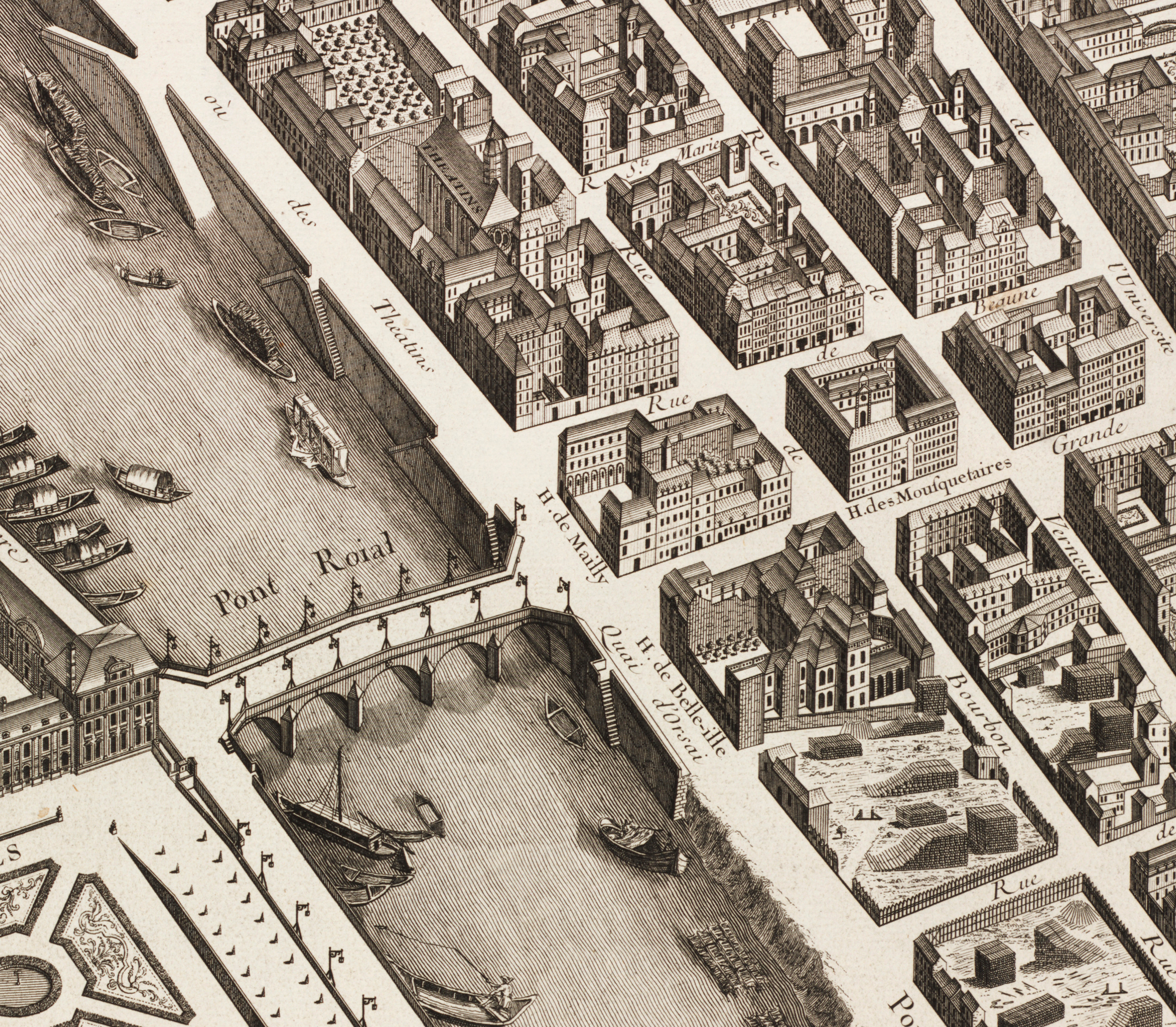
Hôtel des Mousquetaires gris entre la rue du Bac et la rue de Beaune, sur le plan de Turgot (1739).
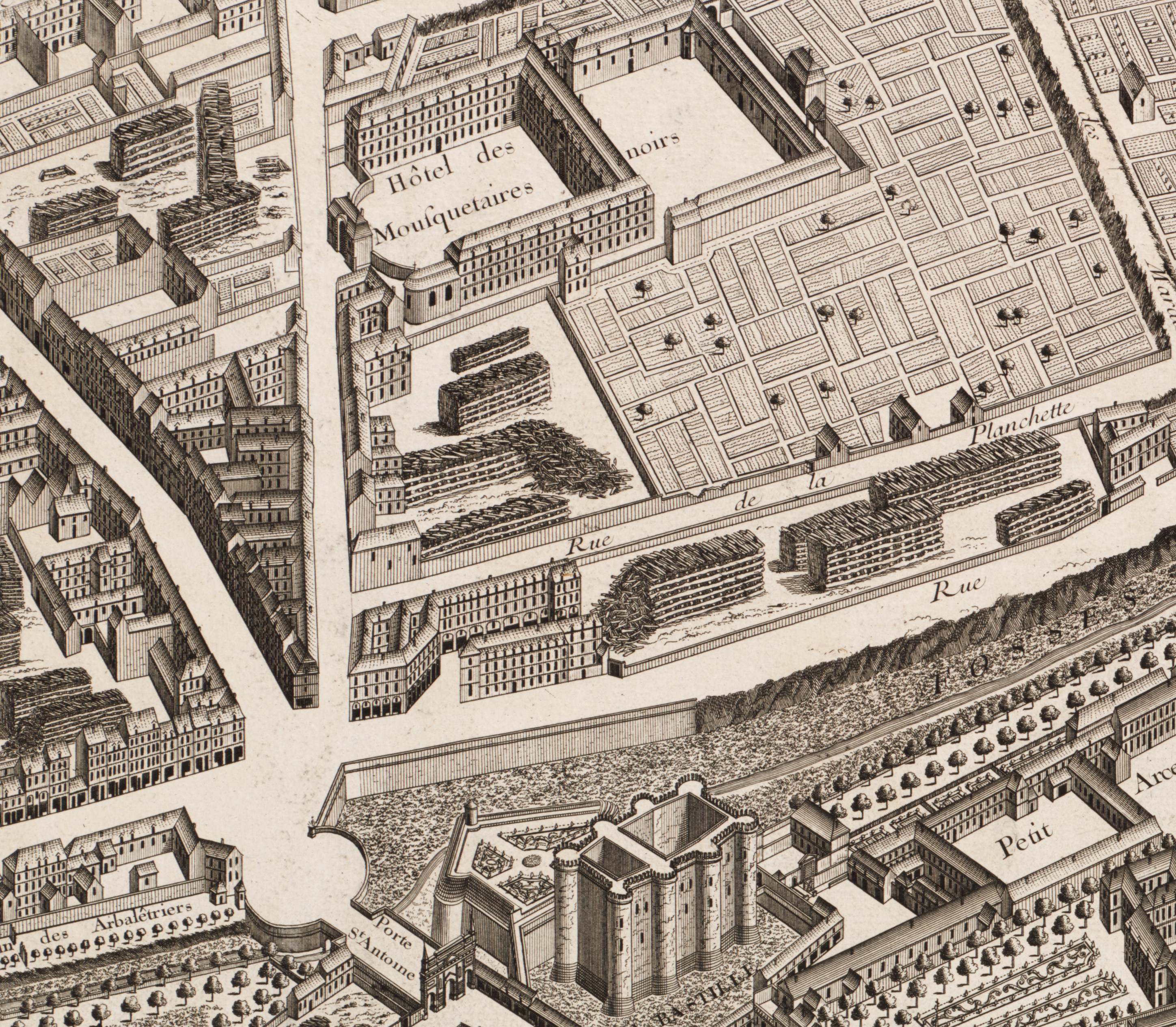
Hôtel des Mousquetaires noirs de la rue de Charenton, sur le plan de Turgot (1739).

## Liste des commandants

### Commandant du corps de mousquetaire de 1622 à 1646
- Charles de Bérard, seigneur de Montalet, de 1622 à 1627.
- Hercule-Louis Bérard de Vestric, de 1627 à 1632, blessé à Castelnaudary en 1632 (voir L'Impôt du sang ou la noblesse de France sur les champs de bataille par d'Hozier) ; meurt des suites de ses blessures.
- Jean de Vieilchastel, de 1632 à 1634, maître d'hôtel de la maison du roi et gentilhomme de sa chambre, démissionne en octobre 1634.
- Jean-Armand du Peyrer, de 1634 à 1646, comte de Troisvilles, mieux connu sous le nom de comte de Tréville et célèbre pour être le capitaine des mousquetaires dans le roman Les Trois Mousquetaires

### Commandant de la1recompagniedes mousquetaires de 1657 à 1776
1. Philippe Julien Mancini Mazarin, de 1657 à 1667, neveu du cardinal Mazarin, ne commandera jamais la compagnie et démissionne en faveur de d'Artagnan.
2. Charles de Batz de Castelmore, dit d'Artagnan, de 1667 à 1673, commande la compagnie depuis 1657 mais ne reçoit le poste de commandant qu'en 1667, meurt au siège de Maastricht en 1673, surtout connu pour être le héros des romans Les Trois Mousquetaires, Vingt Ans après et Le Vicomte de Bragelonne d' Alexandre Dumas.
3. Louis de Forbin, le 3 juillet 1673, jusqu'en 1684
4. Louis de Melun de Maupertuis, le 3 mai 1684 jusqu'en 1716, admis aux mousquetaires comme maréchal-des-logis le 7 novembre 1661, successivement cornette, enseigne et sous-lieutenant de la 1re compagnie, et capitaine lieutenant de la 1re compagnie de mousquetaires le 13 mai 1684, donne sa démission de capitaine lieutenant en 1716 et meurt le 18 mai 1721.
5. Joseph de Montesquiou d'Artagnan, le 18 février 1716 jusqu'en 1729, capitaine lieutenant de la 1re compagnie par commission du 18 février 1716 jusqu'à sa mort. Il entre chez les Mousquetaires en 1668. En 1673, il se trouve au côté de son oncle Charles de Batz de Castelmore lorsque ce dernier trouve la mort.
6. Louis de Bannes, comte d'Avejean, de janvier 1729 à 1736, achète la charge de sous-lieutenant de la 1re compagnie le 1er avril 1716, nommé capitaine lieutenant le 4 janvier 1729, à la mort du comte d'Artagnan
7. Pierre-Joseph Chapelle, marquis de Jumilhac, à partir du 21 mai 1738
8. François de Portalès, jusqu'en 1776, nommé deuxième cornette de la 1re compagnie de mousquetaires le 10 mai 1741, premier cornette le 5 mai 1750, deuxième enseigne le 8 octobre 1751, premier enseigne le 7 juillet 1754, deuxième sous-lieutenant le 13 juin 1756, premier sous-lieutenant le 7 octobre 1759, capitaine lieutenant en 1767 jusqu'à la suppression des mousquetaires, en 1776.

### Commandant de la2eCompagniedes mousquetaires de 1661 à 1776
- Gabriel de Rouffignac, seigneur de Marsac, de 1661 à 1665, capitaine des mousquetaires du cardinal Mazarin, garde le commandement de cette compagnie, lorsque Son Éminence la donne au roi, en 1661, et jusqu'à son licenciement en 1665.

1. Édouard-François Colbert de Malauvrier, de 1665 à 1672, frère de Jean-Baptiste Colbert, nommé capitaine lieutenant de la 2e compagnie le 9 janvier 1665 lors de sa création officielle.
2. François de Montberon, comte de Tourvoye, le 20 avril 1672 jusqu'en 1674, sous-lieutenant de 1665 à 1672 dans la 2e compagnie des Mousquetaires.
3. Henri de Hautfaye, marquis de Jauvelles, le 18 mai 1674 jusqu'en 1692, nommé sous-lieutenant de la 2e compagnie, le 6 mars 1672. Au siège de Maastricht, en 1673, il reprend à la tête de ses mousquetaires un étendard que l'ennemi leur avait enlevé dans une sortie. Nommé capitaine lieutenant le 2 mai 1674, sur la démission du comte de Montberon, il le reste jusqu’à sa mort en 1692.
4. Jean de Garde d’Agoult, marquis de Vins, sous-lieutenant de la compagnie depuis le 3 mai 1671, capitaine de la 2e compagnie le 1er juin 1692, démissionne de sa fonction en 1716
5. Jean de Montboissier-Beaufort, marquis de Canillac, capitaine de la compagnie le 30 juin 1716 jusqu'à sa mort. Vacance du poste de 1724 à 1729
6. Philippe-Claude de Montboissier-Beaufort-Canillac, le 11 avril 1729, démissionne en 1754.
7. Joseph-Yves-Thibault-Hyacinthe, marquis de La Rivière, de 1754 à 1766, nommé capitaine lieutenant le 1er avril 1754, se démet le 12 avril 1766, décédé à Paris au Palais du Luxembourg en avril 1781.
8. Philippe-Claude de Montboissier-Beaufort-Canillac, de 1766 à 1776, capitaine lieutenant jusqu'à la dissolution de la compagnie.

## Liste de mousquetaires célèbres
- Jean-Armand du Peyrer, comte de Tréville, cousin germain (du côté maternel) d'Henri d'Aramitz et neveu de Charles d'Aramitz, cousin au 1er degré d'Athos (du côté paternel), capitaine des Mousquetaires.
- Charles de Bérard, marquis de Montalet, premier capitaine des mousquetaires en 1622.
- comte Hercule-Louis de Bérard de Montalet-Vestric, second capitaine des mousquetaires du Roi.
- Alexandre de Martin de Viviés (1667-1695), mousquetaire du Roi dans la compagnie des mousquetaires à cheval.
- Philippe Mancini, capitaine-lieutenant de la 1re Compagnie des Mousquetaires du Roi.
- Charles d'Aramitz, père d'Henri d'Aramitz.
- Henri d'Aramitz, connu sous le nom d'Aramis.
- Armand de Sillègue d'Athos d'Autevielle, dit Athos, tué en duel en 1645, petit-cousin paternel de Jean Armand de Peyrer.
- Isaac de Porthau, dit Porthos, né à Pau en 1617, entre en 1643.
- Paul de Batz de Castelmore, frère aîné de d'Artagnan.
- Charles de Batz de Castelmore (entre 1611 et 1615-1673), dit d'Artagnan.
- Pierre de Montesquiou d'Artagnan, mousquetaire à la 1re compagnie en 1666, cousin germain de Paul & Charles de Batz de Castelmore et aussi de Joseph de Montesquiou d'Artagnan.
- Joseph de Montesquiou d'Artagnan, capitaine des mousquetaires, cousin germain de Paul et Charles de Batz de Castelmore, et aussi de Pierre de Montesquiou d'Artagnan.
- René-Olivier du Guesclin (né vers 1610), seigneur d'Escoublères, mousquetaire pendant deux ans à la 1re compagnie[30].
- Bénigne Dauvergne de Saint-Mars.
- Jean-François Leriget de La Faye.
- Charles François de Froulay.
- Louis II Sanguin.
- Philippe de Rigaud de Vaudreuil.
- Gatien de Courtilz de Sandras, auteur d'un livre sur son capitaine Charles de Batz de Castelmore.
- Jean Charles du Cauzé de Nazelle, auteur de Mémoires du temps de Louis XIV.
- Louis Gaston de Courtenay (1669-1691), mort au siège de Mons, le 2 avril 1691[31]

Être mousquetaire est aussi une affaire de famille, le tableau qui suit montre le nombre de mousquetaires par famille. Il faut aussi noter que les mousquetaires de Batz était apparentés aux Montesquiou et que Jean Armand de Peyrer cousinait avec Athos et la famille d'Aramitz sans pour autant qu'Athos et la famille d'Aramitz aient un lien de parenté.
| 2 mousquetaires       | 3 mousquetaires                | 4 mousquetaires                        | 7 mousquetaires                        |
| --------------------- | ------------------------------ | -------------------------------------- | -------------------------------------- |
| De Batz de Castelmore | Montboissier-Beaufort-Canillac | de Casajamor (de Jasses pour certains) | de Terride (de Barinque pour certains) |
| De Montesquiou        | de Piédoüe d'Héritôt           |                                        |                                        |
| d'Aramitz             | de Labat de Lapeyrière         |                                        |                                        |
| Larralde              |                                |                                        |                                        |
| Saint Martin          |                                |                                        |                                        |
| de Casenave           |                                |                                        |                                        |
| du Fou                |                                |                                        |                                        |
| Chapelle de Jumilhac  |                                |                                        |                                        |
| de Bérard             |                                |                                        |                                        |

## Représentation dans la culture
En dehors de leurs représentations dans le cycle romanesque Les Mousquetaires d'Alexandre Dumas (composé de Les Trois Mousquetaires, Vingt Ans après et Le Vicomte de Bragelonne), et des œuvres dérivées de ce cycle (autres romans, bandes dessinées, dessins animés, séries, films...), la compagnie est également présentée sur des sujets différents dans la culture populaire :
- le film Waterloo de Sergueï Bondartchouk (1970) ;
- le film Napoléon de Ridley Scott (2023) - dans lequel les mousquetaires montent des chevaux alezans, à rebours de leurs montures historiques.